# Rodrigo Migone
Rodrigo Javier Migone (Villa Gobernador Gálvez, provincia de Santa Fe, 6 de junio de 1996) es un futbolista argentino. Se desempeña como delantero y su club es Boca Unidos.

## Carrera
Luego de realizar las inferiores en el club (donde fue campeón en la Novena División de AFA en 2010), debutó en primera ante Olimpo, el 22 de noviembre de 2014, por el Campeonato de Primera División 2014, empate en un tanto; el técnico Miguel Ángel Russo dispuso su ingreso como titular. Desde entonces sumó minutos en algunos partidos de liga y Copa Argentina. Hoy es recambio en el equipo que entrena Eduardo Coudet.
En 2017 fichaje de invierno (Argentina) fue traspasado a préstamo a Patronato De Paraná

## Clubes
| Club               | País      | Año         |
| ------------------ | --------- | ----------- |
| Rosario Central    | Argentina | 2014 - 2017 |
| Patronato (Cesión) | Argentina | 2017 -      |

## Estadísticas
- Actualizado hasta el 11 de diciembre de 2016.

| Rosario Central Argentina                           | 1.ª                 | 2014                | 2 | 0 | - | - | - | - | 2  | 0 | 0.00 |
| Rosario Central Argentina                           | 1.ª                 | 2015                | 0 | 0 | 1 | 0 | - | - | 1  | 0 | 0.00 |
| Rosario Central Argentina                           | 1.ª                 | 2016                | 4 | 0 | - | - | - | - | 4  | 0 | 0.00 |
| Rosario Central Argentina                           | 1.ª                 | 2016-17             | 3 | 0 | - | - | - | - | 3  | 0 | 0.00 |
| Rosario Central Argentina                           | Total               | Total               | 9 | 0 | 1 | 0 | - | - | 10 | 0 | 0.00 |
| Total en su carrera                                 | Total en su carrera | Total en su carrera | 9 | 0 | 1 | 0 | 0 | 0 | 10 | 0 | 0.00 |
| (1) La copa nacional se refiere a la Copa Argentina |                     |                     |   |   |   |   |   |   |    |   |      |